# Comunità ebraica di Monte San Savino

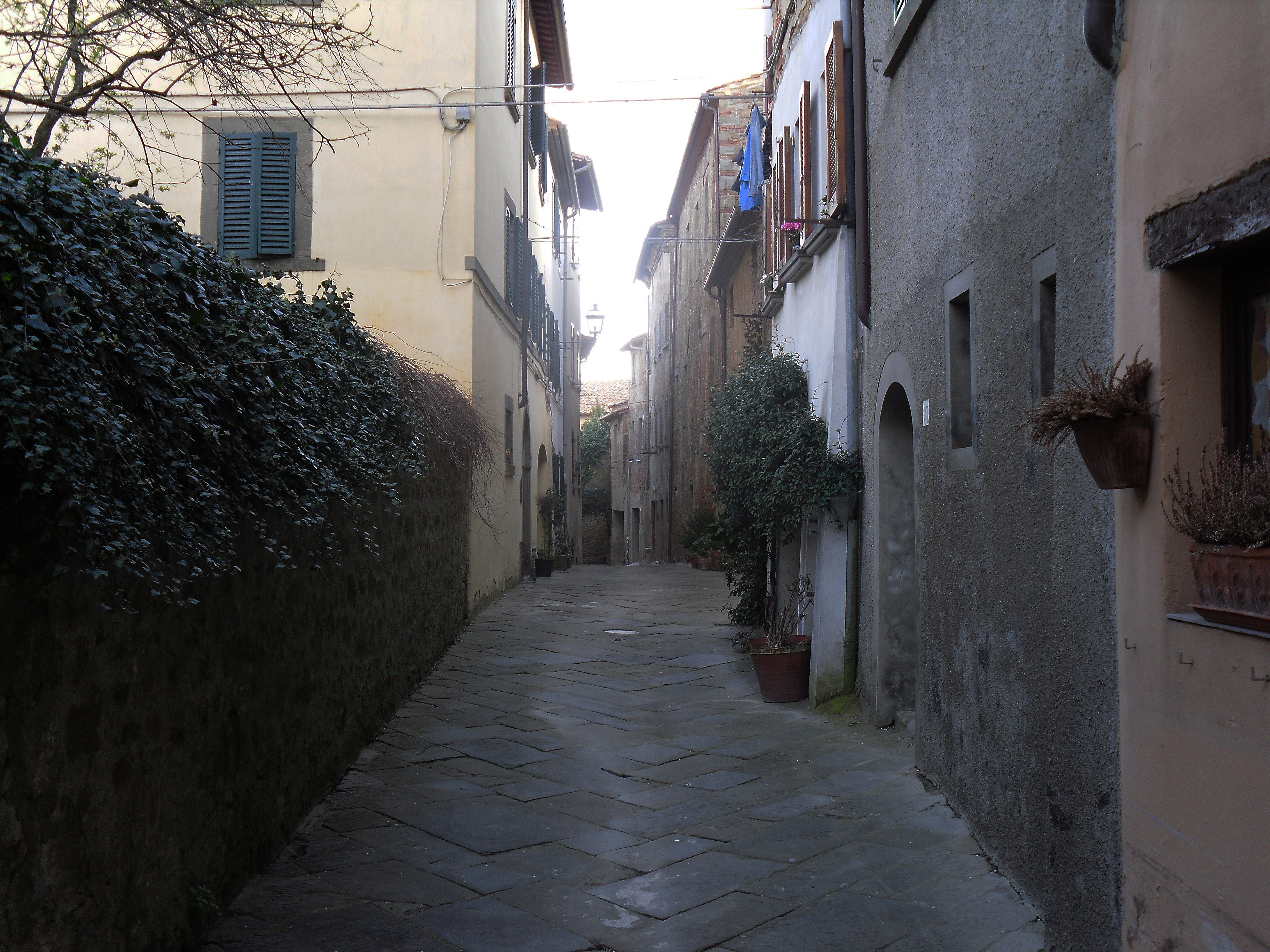
Via Salomone Fiorentino, la strada principale dell'ex-quartiere ebraico di Monte San Savino.

Nel XVI e XVII secolo, il marchesato di Monte San Savino fu sede di una piccola ma fiorente comunità ebraica.
I primi documenti risalgono al 1626 attestando la concessione da parte del marchese Bertoldo Orsini agli ebrei Elia Passigli e Angelo Pesaro di aprire un banco di prestito e gestire altre attività mercantili. Esiste ancora oggi nel centro cittadino la via del piccolo quartiere ebraico, con la casa del rabbino e la sinagoga. La tranquilla presenza del nucleo ebraico nel centro della Val di Chiana si interruppe bruscamente nel maggio 1799, quando le famiglie ebraiche rimasero innocenti vittime dei moti antifrancesi e antigiacobini dei Viva Maria. L'evento segnò la fine della presenza ebraica nella cittadina. A ricordo rimane anche l'antico cimitero (in località Campaccio), in funzione dal 1627, dove poche lapidi risultano ancora visibili.